# 仲卸
仲卸（なかおろし）は、青果物、水産物、食肉、花きの卸売市場内で、卸売業者と小売業者を仲介する業者のこと。
卸売業者から仕入れた商品を、市場内での売買参加権のない買付人（小売業者など）向けに小分けして販売する。
全国の卸売市場で、中央卸売市場で5,086業者（平成17年）、地方卸売市場で2,097業者（平成16年）が売買に参加している
。

## 売買取引
卸売市場での取引は、卸売業者と複数の仲卸業者との間で行われるせり取引と、卸売業者と仲卸業者が一対一で個別に販売価格の交渉を行う相対取引に分けられる。卸売市場法により、市場内でのせり、相対取引への参加は、市場開設者の許可が必要であると定められている。（同法では、仲卸業者のほかに、一部の大口消費者や地方卸売市場業者も、「売買参加者」として市場内での売買に参加することができると定められている。）
近年では、スーパーや外食産業など、仲卸による分荷を必要としない大口消費者の取引が増加しており、卸売市場を経由せず、直接生産者と消費者が取引を行う市場外流通も増加していることから、経営悪化に陥る仲卸業者も少なくない。（鮮魚については、商品特性から仲卸による小分け機能が有効に機能しているとの指摘もある。）
仲卸業者の数は、平成6年から平成16年の間に約2割減少している
。

## 業界団体
- 水産物 - 全国水産物卸組合連合会（全水卸組連）
- 青果物 - 全国青果卸売協同組合連合会（全青卸連）
- 花き   - 全国花き卸協会